# Mycket väsen för ingenting

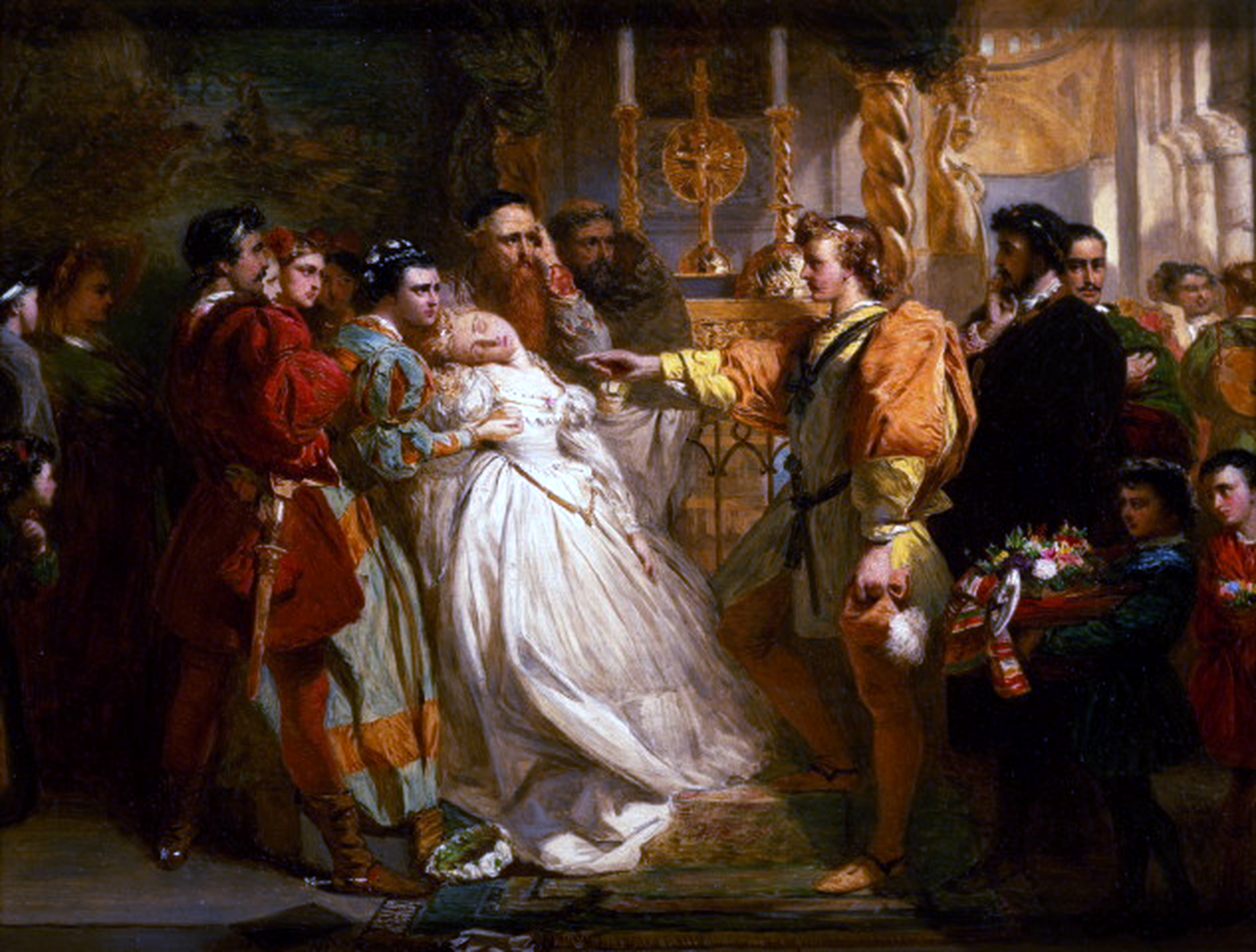
Claudio, lurad av Don Juan, anklagar Hero. Målning av Marcus Stone.

Mycket väsen för ingenting (originaltitel Much Ado About Nothing) är en komedi av William Shakespeare.

## Tillkomsthistoria

### Datering
Pjäsen nämns inte i Francis Meres uppräkning av tolv Shakespearepjäser i sitt verk Palladis Tamia som utkom i mitten av  1598.  I den första kvartoupplagan av pjäsen år 1600 nämns att den förste skådespelaren som spelade Dogberry var William Kempe. Denne lämnade Shakespeares trupp Lord Chamberlain's Men tidigt 1599. Pjäsen måste alltså tillkommit mellan dessa båda tidpunkter, förmodligen hösten 1598. Pjäsen delar udda inslag i sitt språkbruk med del två av Henrik IV och Henrik V från mellan 1597 och 1599. Vardagligheter i versen placerar den före Som ni behagar 1599.

### Pjäsens källor
Huvudintrigen mellan Claudio och Hero återfinns i berättelsen om Fenicia i Matteo Bandellos samling Novelle som fanns i en fransk översättning av François de Belleforest; Histoires Tragiques 1574. Intrigen finns även berättelsen om Ginevora i bok V av Den rasande Roland (Orlando furioso) av Ludovico Ariosto som kom i en engelsk översättning av John Harington 1591. Shakespeare har antingen hämtat intrigen från dessa källor eller från källor som i sin tur bygger på dessa verk.
Shakespeare kan ha sett den senare förlorade pjäsen Ariodante and Genevra som spelades vid hovet i februari 1583 av pojkar från Merchant Taylors school. Den tycks ha varit en dramatisering av Peter Beverleys berättelse med samma titel från 1566, som i sin tur byggde på Orlando Furioso.
Sidointrigen med Benedict och Beatrice, liksom den enfaldige konstapeln Dogberry är Shakespeares egna uppfinningar.

### Tryckningar och text
Pjäsen nämns första gången i the Stationer's Companys (bokhandlarskråets) register 4 augusti 1600 som The cōmedie of muche A doo about nothinge. Den registreras formellt 23 augusti detta år av bokhandlarna Andrew Wise och William Aspley som Muche a Doo about nothing.
Pjäsen publicerades i en enda kvartoupplaga år 1600 som trycktes av Valentine Simmes och publicerades av Wise och Aspley. Nästa gång den trycktes var i samlingsutgåvan av Shakespeares pjäser, First Folio 1623, som sammanställdes av Shakespeares skådespelarkollegor John Heminges och Henry Condell och publicerades av Edward Blount och Isaac Jaggard.
Kvartoupplagan grundades på Shakespeares eget handskrivna manus. Där nämns skådespelare som Shakespeare tänkt sig i de olika rollerna: Dogberry skulle spelas av William Kempe och Verges av Richard Cowley. Entréer och sortier är ofta utelämnade och det finns en stum roll, Leonatos hustru Innogen, i de två första akterna som aldrig säger något eller omnämns av någon annan.
Folioupplagan bygger på kvartoupplagan med kompletteringar från en sufflörs exemplar, varifrån scenanvisningarna är hämtade.

## Handling
Berättelsen utspelar sig kring de två unga älskande Hero och Claudio. De har fått tillåtelse att gifta sig med varandra. Den onde Don Juan sprider ut ryktet att Hero varit otrogen. Claudio konfronterar Hero under själva bröllopet. Hon svimmar och föreges vara död av sin far Leonato som gömmer henne så länge ryktet är i svang. Claudios bästa vän Benedikt och Leonatos brorsdotter Beatrice vägrar erkänna inför varandra och omgivningen att de är kära i varandra. Benedikt bara skämtar och Beatrice är väldigt rapp och giftig. Claudio och Benedict är gunstlingar hos Don Pedro, prins av Aragonien. Claudio och Don Pedro gillrar en "kärleksfälla" för Benedict och Beatrice. De får tjuvlyssna på den andres kärleksbetygelser. Sedan kan de låtsas att de går med på förhållandet av barmhärtighet med den andres kval. Den enfaldige konstapeln Dogberry (Surkart i Carl August Hagbergs översättning) lyckas avslöja Don Juans intrig. Leonato övertygar Claudio att han skall gifta sig med en kusin till Hero som är henne upp i dagen. Vid bröllopet visar det sig att den tilltänkta i själva verket är självaste Hero.

## Översättningar till svenska
Pjäsen finns i fyra tryckta översättningar till svenska och ytterligare två översättningar gjorda för uppsättningar på teatern samt en spelad revision. År 1847 kom Carl August Hagbergs översättning, som ingick i Shakspere's dramatiska arbeten. Bd 2. Per Hallströms översättning, som ingick i Shakespeares dramatiska arbeten. Lustspel, Bd 3 kom 1925. År 1938 spelades Allan Bergstrands översättning av Helsingborgs stadsteater, men den trycktes inte förrän 1983. År 1940 gjorde Hjalmar Gullberg en översättning för en inspelning på Radioteatern. Åke Ohlmarks översättning följde 1962. År 1992 reviderade Hans Carlsson Allan Bergstrands översättning för Teaterensemblens uppsättning på Romateatern på Gotland. 2011 gjorde Harald Leander en översättning för Malmö stadsteater.

## Uppsättningar
På titelbladet till kvartoupplagan från år 1600 anges att pjäsen spelats offentligt åtskilliga gånger. Första föreställningen tros därför ha ägt rum senast 1599. I kvartoupplagan nämns även att den förste skådespelaren som spelade Dogberry var William Kempe. Denne lämnade Shakespeares trupp Lord Chamberlain's Men tidigt 1599. Den tidigast dokumenterade föreställningen ägde rum under festligheterna inför äktenskapet mellan prinsessan Elisabet och Fredrik V av Pfalz 14 februari 1613. I ett poem av Leonard Digges 1640 nämns att Mycket väsen för ingenting var en av de populäraste Shakespearepjäserna.
Efter att ha spelat adaptioner började Shakespeares original användas igen under 1720-talet. Benedict och Beatrice har varit ett bravurnummer för drivna komediskådespelare. Från 1748 spelade David Garrick Benedict. 1798 spelades rollerna av John Philip Kemble och Dorothea Jordan. 1858 var det Charles Kean och hans hustru Ellen Kean som kreerade rollerna. 1862 hade Henry Irving och Ellen Terry stora framgångar i rollerna.
1927 spelades Beatrice av Sybil Thorndike. 1930 gjorde John Gielgud Benedict på Old Vic i London. När han gjorde rollen på nytt 1959 hade han Peggy Ashcroft som motspelerska. 1965 regisserade Franco Zeffirelli på Old Vic med Maggie Smith som Beatrice. 1976 spelade Judi Dench Beatrice i regi av John Barton i en uppsättning som förlagt tiden och miljön till Brittiska Indien. 1988 regisserades pjäsen av Judi Dench med Renaissance Theatre Company med Kenneth Branagh som Benedict. Derek Jacobi spelade Benedict i Terry Hands uppsättning med Royal Shakespeare Company 1982. Två år senare vann Derek Jacobi en Tony Award för sin prestation som Benedict. 1993 spelade Mark Rylance Benedict på the Queen's Theatre, för vilket han vann Laurence Olivier Award. 1998 satte Cheek by Jowl upp pjäsen, en uppsättning för vilken de prisbelönades. Även Cheek by Jowl förlade handlingen till Brittiska Indien. 2007 spelade Zoë Wanamaker Beatrice på Royal National Theatre i regi av Nicholas Hytner. David Tennant spelade Benedict 2011 på Wyndham's Theatre i London i regi av Josie Rourke. 2013 spelades det gnabbande paret av James Earl Jones och Vanessa Redgrave - båda över de sjuttio - på Old Vic. 2013 sattes pjäsen också upp av Schaubühne am Lehniner Platz i Berlin i regi av Marius von Mayenburg.

### Uppsättningar i Sverige
Mycket väsen för ingenting hade svensk premiär 22 november 1869 med Ferdinand Strakosch trupp i Göteborg under ledning av Ludvig Josephson. Beatrice spelades av Gurli Åberg och Benedict av Richard Wagner. 23 maj 1873 hade pjäsen Stockholmspremiär då den togs upp av Dramaten på Kungliga Mindre Teatern. Beatrice spelades också då av Gurli Åberg medan Benedict gestaltades av Gustaf Fredrikson. Uppsättningen gjorde lycka, inte minst för Åbergs och Fredrikssons replikdueller. 1877 spelade Dramaten pjäsen på nytt, också då på Mindre Teatern. Även denna uppsättning var framgångsrik.

#### Uppsättningar i Sverige sedan år 1900
- 1901 Hjalmar Selanders sällskap
- 1902 Dramaten, översättning Carl August Hagberg, regi Nils Personne, med Nils Personne, Amanda Personne & Harriet Bosse
- 1915 Dramaten
- 1916 Stora Teatern, Göteborg, Albert Ranfts dramatiska ensemble, regi Konny Wetzer
- 1916 Svenska Teatern, Stockholm, regi Gunnar Klintberg
- 1930 Lorensbergsteatern, Göteborg, regi Knut Ström
- 1938 Helsingborgs stadsteater, översättning Allan Bergstrand, regi Rudolf Wendbladh
- 1940 Dramaten, översättning Carl August Hagberg & Hjalmar Gullberg, regi Alf Sjöberg, med Edvin Adolphson, Inga Tidblad & Bengt Ekerot
- 1940 Radioteatern, översättning Hjalmar Gullberg, regi Alf Sjöberg, med Edvin Adolphson, Olof Widgren, Arnold Sjöstrand, Ivar Kåge & Inga Tidblad
- 1949 Malmö stadsteater, översättning Allan Bergstrand, regi Stig Torsslow, med Bengt Ekerot, Agneta Prytz & Sture Lagerwall
- 1957 Folkets Hus Teater, Göteborg, översättning Carl August Hagberg & Per Hallström, regi Carl-Axel Heiknert
- 1963 Göteborgs stadsteater, översättning Allan Bergstrand, regi Johan Falck
- 1969 Teater Proteus, Lund
- 1975 Stadsteatern Norrköping-Linköping, översättning Allan Bergstrand, regi Hans Elfvin
- 1978 Teater Proteus
- 1987 Teaterhögskolan i Stockholm, översättning Allan Bergstrand, regi Euan Smith
- 1992 Teaterensemblen på Romateatern, Gotland, översättning Allan Bergstrand & Hans Carlsson, regi Martin Alskog
- 1997 Shakespeare på Gräsgården, Vadstena, översättning Carl August Hagberg & Allan Bergstrand, regi Pontus Plænge
- 1998 Much Ado About Nothing, gästspel av Cheek by Jowl på Dramaten, regi Declan Donellan
- 1998 Boulevardteatern, Stockholm, översättning Allan Bergstrand, regi Thomas Segerström, med Figge Norling
- 2002 Spegelteatern
- 2004 Romateatern, översättning Allan Bergstrand, regi Thomas Segerström, med Michael Segerström
- 2011 Malmö stadsteater, översättning Harald Leander, regi Lucy Pitman-Wallace

## Filmatiseringar (urval)
Det har gjorts väldigt många filmatiseringar av Mycket väsen för ingenting.
- 1993 Mycket väsen för ingenting (Much Ado About Nothing), regi Kenneth Branagh, med Kenneth Branagh, Emma Thompson, Denzel Washington, Keanu Reeves, Michael Keaton & Kate Beckinsale
- 2011 regi Joss Whedon, med Reed Diamond